# Baixa do Amigo
A Baixa do Amigo é um recife localizado no Oceano Atlântico junto à costa da ilha das Flores, na freguesia da Lomba no concelho das Lajes das Flores arquipélago dos Açores.
Encontra-se a 200 metros da costa Este da Ilha das Flores, frente ao Porto da Lomba e à distancia de 2,5 milhas marítimas do Porto de Santa Cruz das Flores.
A Baixa do Amigo caracteriza-se por ser formada por blocos rochosos de grande dimensão, e por escoadas lávicas basálticas sobrepostas, que formaram grandes lajes ao longo das diferentes erupções que foram acontecendo ao longo das eras geológicas.
Estas formações geológicas apresentam elevados declives que proporcionam um cenário muito característico.

## Formação Geológica e descrição
Apresenta-se com uma formação geológica em que o fundo é dominantemente constituído por camadas sobrepostas de escoadas lávicas de natureza basáltica, cobertas por blocos também, de origem basáltica de grandes dimensões por entre depósitos arenosos, dando origem a diferentes patamares formados por lajes basálticas algumas muito recortadas.
Nos locais mais próximos da costa da ilha as escoadas de lava encontram-se grandemente fracturadas dando origem a paredes verticais e sub-verticais, apresentando uma profundidade variável que ronda no entanto os 40 metros.
O aceso a esta formação geológica é feito por barco.
É uma zona utilizada para a realização de mergulho de observação das espécies presentes utilizando o escafandro, sendo o mergulho predominantemente diurno.
Geralmente a descida inicial é efectuada até à plataforma rochosa, que se encontra mais perto da superfície, a 12 metros de profundidade, sendo depois o percurso do mergulho realizado de laje em laje. Cada etapa funcionando como ponto de apoio para a observação de diferentes espécies. Em linguagem corrente de mergulho, a este tipo de local, dá-se o nome de "janela".
Na vertente Norte, a segunda plataforma encontra-se a 24 metros de profundidade, local ideal para a observação de diferentes espécies de pelágicos e de grandes exemplares de Peixes-cão.
Entre a primeira e a segunda plataforma de mergulho existem enormes cardumes que passam a meia água, sendo possível a observação de bicudas, enxaréus, patruças, Lírios, Serras, bogas, podendo observar-se a interacção entre estas espécies e densos cardumes de chicharro (Trachurus pictuíatusi).

## Faunaefloracaracterística
A Fauna dominante deste baixa são as Garoupas (Serranus atricauda), Salemas (Sarpa salpa), Vejas (Spansoma cretense), Peixes-balão (Sphoeroldes marmoratus), Castanhetas-amarelas (Chromis limbata, Peixes-rei (Coris julis) e Peixes-rainha (Thalassoma pavo), sendo assim esta formação dotada de uma riqueza biológica bastante grande.
Além das espécies mencionadas é ainda possível encontrar-se toda uma enorme variedade de fauna e flora marinha em que convivem cerca de 87 espécies diferentes, sendo que é  9.3 o Índice de Margalef.

## Faunaefloraobservável
- Água-viva (Pelagia noctiluca),
- Alga vermelha (Asparagopsis armata),
- Alga castanha (Dictyota dichotoma),
- Alga Roxa - (Bonnemaisonia hamifera).
- Anêmona-do-mar (Alicia mirabilis),
- Alface do mar (Ulva rígida)
- Ascídia-flor (Distaplia corolla),
- Barracuda (Sphyraena),
- Boga (Boops boops),
- Bodião (labrídeos),
- Caravela-portuguesa (Physalia physalis),
- Chicharro (Trachurus picturatus).
- Castanhetas-amarelas (Chromis limbata).
- Carangeuijo-eremita (Calcinus tubularis),
- Craca (Megabalanus azoricus),
- Estrela-do-mar (Ophidiaster ophidianus),
- Enxaréu (Xareu-enxada),
- Garoupa (serranídeos),
- Lapa (Docoglossa),
- Lírio (Campogramma glaycos),
- Mero (Epinephelus itajara),
- Musgo (Pterocladiella capillacea),
- Ouriço-do-mar-negro (Arbacia lixula),
- Ouriço-do-mar-roxo (Strongylocentrotus purpuratus),
- Peixe-cão (Bodianus scrofa),
- Peixe-porco (Balistes carolinensis),
- Peixe-balão (Sphoeroides marmoratus),
- Peixei-rei (Coris julis),
- Peixes-rainha (Thalassoma pavo),
- Polvo (Octopus vulgaris),
- Pomatomus saltator
- Ratão (Taeniura grabata),
- Salemas (Sarpa salpa),
- Salmonete (Mullus surmuletus),
- Solha (Bothus podas maderensis),
- Sargo (Dictyota dichotoma),
- Toninha-brava (Tursiops truncatus),
- Tartaruga-careta - (Caretta caretta),
- Vejas (Spansoma cretense),
- Zonaria flava,